# Лафелин
Лафели́н (фр. Laféline) — коммуна во Франции, находится в регионе Овернь. Департамент коммуны — Алье. Входит в состав кантона Сен-Пурсен-сюр-Сиуль. Округ коммуны — Мулен.
Код INSEE коммуны — 03134.

## Население
Население коммуны на 2008 год составляло 193 человека.
| 1962 | 1968 | 1975 | 1982 | 1990 | 1999 | 2008 |
| ---- | ---- | ---- | ---- | ---- | ---- | ---- |
| 278  | 339  | 308  | 226  | 178  | 173  | 193  |

## Экономика

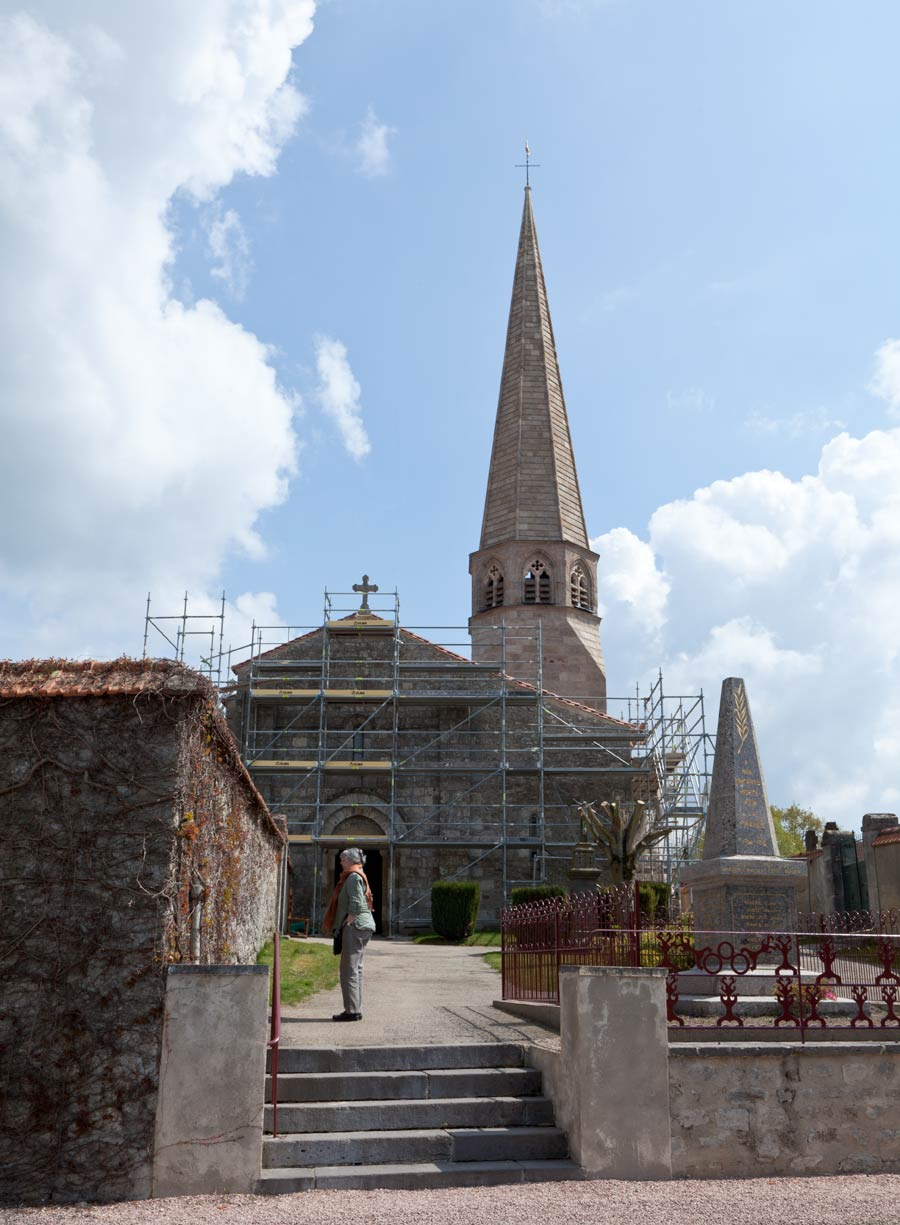
Реставрация церкви Сен-Мартен (апрель 2012 года).

В 2007 году среди 123 человек в трудоспособном возрасте (15—64 лет) 91 были экономически активными, 32 — неактивными (показатель активности — 74,0 %, в 1999 году было 78,1 %). Из 91 активных работали 82 человека (43 мужчины и 39 женщин), безработных было 9 (5 мужчин и 4 женщины). Среди 32 неактивных 8 человек были учащимися или студентами, 13 — пенсионерами, 11 были неактивными по другим причинам.

## Достопримечательности
- Церковь Сен-Мартен. Исторический памятник. Высокая колокольня увенчана каменным шпилем XIV века, высота — 37 м.
- Монастырь Рёньи с романской часовней XII века. Исторический памятник.
- Замок Буша (XIV век). Исторический памятник.